# Роменешть
Роменешть (рум. Romănești) — село у Страшенському районі Молдови. Утворює окрему комуну.

## Населення
За даними перепису населення 2004 року у селі проживали 1408 осіб.
Національний склад населення села:
| Національність       | Кількість осіб | Відсоток   |
| -------------------- | -------------- | ---------- |
| молдавани румуни     | 1189 13        | 84,4% 0,9% |
| росіяни              | 92             | 6,5%       |
| українці             | 91             | 6,5%       |
| гагаузи              | 4              | 0,3%       |
| болгари              | 3              | 0,2%       |
| поляки               | 1              | 0,1%       |
| інша / без відповіді | 15             | 1,1%       |
| Всього               | 1408           | 100%       |